# Dee Dee Bridgewater
Dee Dee Bridgewater Embaixador(a) da boa vontade da FAO( 27 de maio de 1950) é uma cantora estadudiniense de  Jazz . Ela ganhou duas vezes o Grammy Award por cantora e compositora, e um prêmio do Tony Award – por atuação e foi apresentadora do programa JazzSet with Dee Dee Bridgewater na rádio National Public Radio. Ela é embaixadora da ONU  em atividades relacionadas a agricultura.

## Biografia
Nascida como  Denise Eileen Garrett em  Memphis, Tennessee, ela cresceu em Flint, Michigan. Seu pai, Matthew Garrett, era um tocador de Trompete e professor na Manassas High School, sendo através dele que Denise conheceu o jazz. Com dezesseis 16 anos, ela era membro de um trio de rock e rhythm and blues , apresentando-se em bares de Michigan. Com  18, ela adentrou para a Michigan State University antes de partir para a University of Illinois at Urbana-Champaign. Com sua banda de jazz, ela fez uma turnê pela URSS em 1969. No ano seguinte ela conheceu Cecil Bridgewater, sendo que após o casamento eles se mudaram para New York, onde Cecil tocava na banda de Horace Silver.
No começo dos anos de 1970, Bridgewater se juntou com a banda  Thad Jones-Mel Lewis Jazz Orchestra como vocalista. Isso marcou o começo de sua carreira no Jazz, tendo ela tocado com diversos músicos do estilo, como Sonny Rollins, Dizzy Gillespie, Dexter Gordon, Max Roach, Rahsaan Roland Kirk entre outros. Em 1973 ela se apresentou no Monterey Jazz Festival. No ano seguinte, seu álbum Afro Blue foi lançado, sendo que ela se apresentou num musical da Broadway chamado The Wiz. Pelo seu papel como Glinda the Good Witch ela ganhou o Tony Award de 1975 por atriz estreante, alem de o show ter ganhado o Grammy de melhor musical em 1976.

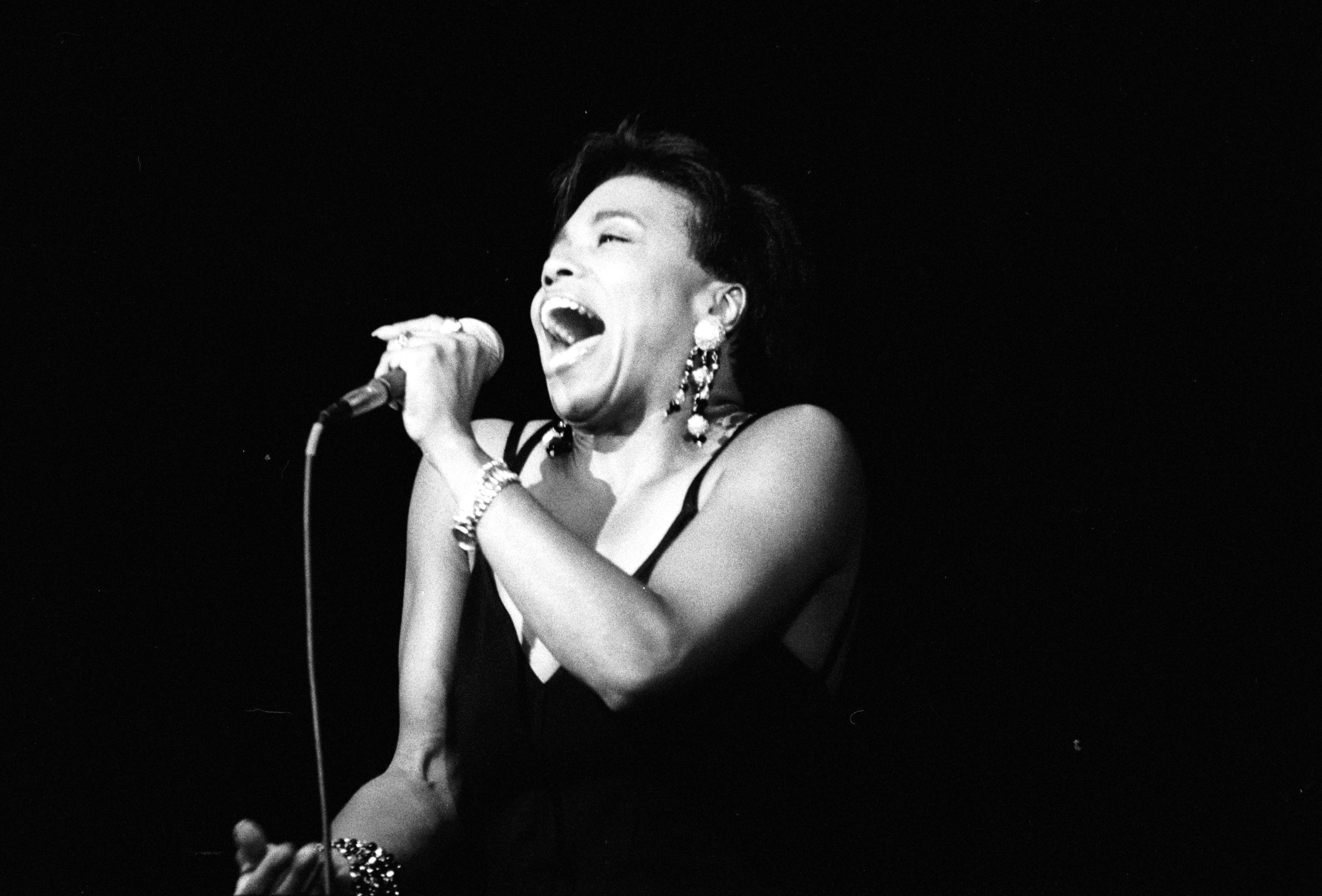
Em um concerto em 1990

Bridgewater começou a aparecer em diversas outras produções. Após uma turnê pela França  em 1984 com o musical Sophisticated Ladies, ela se mudou para Paris em 1986. No mesmo ano, por Lady Day Bridgewater foi indicada ao Laurence Olivier Award. No final dos anos de 1980 e no começo da década de 1990 ela voltou novamente a cantar jazz. Ela se apresentou no Montreux Jazz Festival em 1990, e quatro anos depois, ela finalmente colaborou com Horace Silver, e lançou o disco Love and Peace: A Tribute to Horace Silver. Em 1996 ela se apresentou no San Francisco Jazz Festival.  Seu álbum de  1997 Dear Ella lhe rendeu  o Grammy de melhor cantora de Jazz, sendo que seu disco ao vivo, Live at Yoshi's também lhe rendeu uma indicação em 1998.
Em 8 de dezembro de 2007 ela se apresentou ao lado de Terence Blanchard no John F. Kennedy Center for the Performing Arts em Washington, D.C.. A cantora realiza freqüentes turnês, grande parte deles em festivais de Jazz.

## Família
Bridgewater é mãe de três crianças, Tulani Bridgewater (do casamento com Cecil Bridgewater), China Moses (do casamento com o diretor Gilbert Moses) e Gabriel Durand (do seu casamento com o produtor de eventos francês Jean-Marie Durand).

## Prêmios

### Grammys
- Ganhos: 2[3]
- Indicações: 7

| Histórico de Dee Dee Bridgewater no Grammy Award |                                                     |                                            |        |           |           |                             |
| Ano                                              | Categoria                                           | Título                                     | Gênero | Gravadora | Resultado | Notas                       |
| 1989                                             | Best Jazz Vocal Performance - Female                | Live in Paris                              | Jazz   | MCA       | Indicação |                             |
| 1994                                             | Best Jazz Vocal Performance                         | Keeping Tradition                          | Jazz   | Polygram  | Indicação |                             |
| 1996                                             | Best Jazz Vocal Performance                         | Love and Peace: A Tribute to Horace Silver | Jazz   | Verve     | Indicação |                             |
| 1998                                             | Best Jazz Vocal Performance                         | Dear Ella                                  | Jazz   | Verve     | Winner    |                             |
| 1998                                             | Best Instrumental Arrangement Accompanying Vocal(s) | Dear Ella                                  | Jazz   | Verve     | Winner    | Para a canção "Cotton Tail" |
| 2001                                             | Best Jazz Vocal Album                               | Live at Yoshi's                            | Jazz   | Verve     | Indicação |                             |
| 2005                                             | Jazz Vocal Album                                    | J'ai Deux Amours                           | Jazz   | DDB       | Indicação |                             |
| 2007                                             | Jazz Vocal Album                                    | Red Earth                                  | Jazz   | DDB       | Indicação |                             |

## Discografia
| Ano  | Título                                                                   | Gênero | Gravadora        | Billboard |
| ---- | ------------------------------------------------------------------------ | ------ | ---------------- | --------- |
| 1974 | Afro Blue                                                                | Jazz   | Trio             |           |
| 1976 | Dee Dee Bridgewater                                                      | Disco  | Atlantic Records |           |
| 1977 | Just Family                                                              | Disco  | WSM              |           |
| 1979 | Bad for Me                                                               | Disco  | Elektra Records  |           |
| 1989 | Live in Paris                                                            | Jazz   | EmArcy Records   |           |
| 1992 | In Montreux                                                              | Jazz   | Verve Records    |           |
| 1993 | Keeping Tradition                                                        | Jazz   | Verve            |           |
| 1995 | Love and Peace: A Tribute to Horace Silver                               | Jazz   | Verve            | 13        |
| 1997 | Dear Ella                                                                | Jazz   | Verve            | 5         |
| 2000 | Live at Yoshi's                                                          | Jazz   | Verve            | 20        |
| 2002 | This Is New                                                              | Jazz   | Verve            | 7         |
| 2005 | J'ai Deux Amours                                                         | Jazz   | DDB              | 16        |
| 2007 | Red Earth                                                                | Jazz   | DDB              | 23        |
| 2010 | Eleanora Fagan (1915-1959): To Billie with Love From Dee Dee Bridgewater | Jazz   | EmArcy           |           |

## Especiais
1974- "Love From The Sun": com  Norman Connors (Buddah records).